# 阿瓜斯-迪沙佩科
阿瓜斯-迪沙佩科是巴西圣卡塔琳娜州的一个市镇。总面积139.132平方公里，总人口5293人，人口密度38人/平方公里。